# Преспански споразум
Преспански споразум (мкд. Преспански договор, грч. Συμφωνία των Πρεσπών) међународни је споразум који су потписали министри дипломатије Републике Македоније, Никола Димитров и Републике Грчке, Никос Коцијас 17. јуна 2018. године у грчком селу Нивици на обали Преспанског језера. Споразум је потписао и посредник Организације уједињених нација за спор око имена Македоније Метју Нимиц. Споразум је замијенио Привремени споразум потписан у Њујорку 13. септембра 1995. године. Преспански споразум је био рјешење за спор око имена Македоније и основа за успостављање стратешке сарадње између Грчке и будуће Сјеверне Македоније. Према споразуму Република Македонија је постала Република Сјеверна Македонија, односно неформално Сјеверна Македонија, а Грчка је признала држављанство као македонско/држављанин Републике Сјеверне Македоније и сложила се са тим да службени језик државе се именује као македонски. Према многим угледним личностима, посебно из кругова опозиције, где спадају професори права и политике Биљана Ванковска, Гордана Силјановска Давкова, Тања Каракамишева и други, Преспански споразум је нелегалан и нелегитиман акт. Тако на пример проф. Игор Јанев сматра да исти акт треба као правно нелегалан раскинути, будући да уговорна промена идентитета државе и народа представља флагрантно кршење основних норми међународног јавног права (ius cogens) и посебно права Уједињених нација односно Повеље УН и пресуда или ставова Међународног суда правде у Хагу.